# جبل الدخان (البحرين)
جبل الدخان هو تل في المحافظة الجنوبية بالبحرين في منطقة الصخير. يبلغ ارتفاعه 134 (440 قدم) فوق مستوى سطح البحر وهو أعلى جبل في البلاد. يدعى جبل الدخان بهذا الاسم بسبب الضباب الذي غالبا ما يحيط به في الأيام الرطبة. هناك عدد من الكهوف من دون تحديد نوع على مقربة من الجبل.